# Konami Twin 16
Konami Twin 16 es una placa de arcade creada por Konami destinada a los salones arcade.

## Descripción
El Konami Twin 16 fue lanzada por Konami en 1987.
Posee dos procesadores 68000 trabajando a 10 MHz. y tiene un procesador de sonido Z80 manejando los  chips de audio Yamaha 2151 + 3012, UPD7759C y el Chip de Konami 007232.
En esta placa funcionaron 5 títulos.

## Especificaciones técnicas

### Procesador
- 2x 68000 trabajando a 10 MHz

### Audio
- Z80

Chips de Sonido:
- - YM2151
  - 3012
  - UPD7759C
  - Chip de Konami 007232

## Lista de videojuegos
- Cue Brick
- Devil World / Majuu no Ohkoku / Dark Adventure
- Gradius II: Gofer no Yabou / Vulcan Venture
- M.I.A. / Missing in Action
- The Final Round / Hard Puncher